# Fujiwara no Kiyosuke
Fujiwara no Kiyosuke (藤原清輔?; 1104 – 17 luglio 1177) è stato un poeta giapponese waka del tardo periodo Heian.
Discendente di Fujiwara no Uona, apparteneva al ramo Hokke del clan Fujiwara. Il suo nome alla nascita è Takanaga, era il secondo figlio di Fujiwara no Akisuke, compilatore dello Shika Wakashū e presente nello Hyakunin isshu. Il suo rango ufficiale era Shōshiinoge (正四位下?, Quarto rango senior, grado inferiore).

## Biografia
Nel 1144 suo padre Akisuke fu incaricato dall'imperatore Sutoku di compilare l'antologia imperiale Shika Wakashū, Kiyosuke lavorò come assistente di suo padre, tuttavia i due avevano opinioni divergenti sui criteri di selezione. Di conseguenza, la maggior parte delle sue selezioni non furono incluse, come racconta egli stesso nel Fukuro-zōshi (袋草紙). Forse perché era in disaccordo suo padre e non poteva ricevere sostegno per la promozione è rimasto Jugoinoge (従五位下?, Quinto rango junior, grado inferiore) fino alla fine degli anni '40, quindi finì per lavorare nell'Ufficio della Grand'imperatrice vedova (太皇太后宮大進).
Intorno al 1165, l'imperatore Nijō gli commissionò la compilazione di un'antologia waka, lo Shokushika Wakashū (続詞花和歌集, chiamata anche Shoku Shikashū). Compilò venti libri di 998 poesie, un'antologia molto più ampia di quella compilata da suo padre, e la sottopose all'imperatore aspettandosi che fosse riconosciuta come la settima antologia imperiale, ma l'imperatore morì prima del suo completamento e quindi non fu mai formalmente inclusa nell'elenco ufficiale delle antologie imperiali. Nel 1155 subentrò al padre come organizzatore di Hitomaroeigu (il concorso di poesia in onore di Hitomaro) e gli successe come alla famiglia Rokujō.

## Poesia
Oltre ad aver scritto molti libri e fondato lo stile di composizione poetica Rokujō (六条藤家歌学?, Rokujō Fujiwara Kagaku), è anche considerato il maestro della poesia waka per aver perfezionato la poetica giapponese nel periodo Heian. È stato uno dei primi ad applicare le regole per la scelta dei temi, dei partecipanti e dei giudici nei raduni di poesia uta-awase, i suoi standard nel giudicare la poesia lo resero un rivale di Fujiwara no Shunzei.
Scrisse molti trattati di poesia, tra cui Ogi Shō (奥義抄, compilato nel 1124-1144), Fukuro-zōshi (袋草紙, compilato prima del 1159), Waka shōgaku shō e Waka ichiji shō (和歌一字抄), fu uno dei i primi studiosi a mettere in discussione la tradizionale data 905 del Kokinwakashū. Novantasei sue poesie sono state incluse nelle raccolte imperiali a partire dal Senzai Wakashū (19 poesie), la sua personale raccolta di poesie si chiama Kiyosuke Ason-shū (清輔朝臣集), una delle sue poesie è stata inclusa nella collezione Hyakunin isshu:
(Hyakunin isshu n.82 (Shin Kokin Wakashū, Varie 1843)